# François de Pierrefeu
Pour les articles homonymes, voir Deydier et Familles Deydier.
François-Marie-Joseph Malcor Deydier de Pierrefeu, dit François de Pierrefeu, né  le 3 mars 1891 à Aix-en- Provence (Bouches-du-Rhône) et mort le 9 août 1959 au château de Gairoird à Cuers dans le Var), est un ingénieur et un urbaniste français. 

## Biographie
Il est le fils de Louis-Marie-Victor-Henri Malcor Deydier de Pierrefeu, rentier, et de Thérèse de Villeneuve-Escaplon. Il appartient par son père à une famille de la bourgeoisie de Marseille, et par sa mère à une famille de la noblesse française. Il fait de brillantes études secondaires qui lui valent un premier prix de philosophie au Concours général, puis il entre à l'École polytechnique en 1911. Pendant la guerre, il sert dans l'Aéronavale. Il fait comparaître en conseil de guerre, le 8 octobre 1915 à Anzin, le soldat Emmanuel Pairault qui sera fusillé le lendemain. L'historien Bernard Briais décrit cette condamnation comme infondée et impute la décision de François de Pierrefeu à une vengeance personnelle. Chevalier de la Légion d'honneur à titre militaire en 1918, il quitte la Marine et s'oriente d'une part vers l'application des sciences exactes aux réalités techniques modernes, en particulier l'urbanisme, d'autre part vers une spéculation intellectuelle inspirée du symbolisme des nombres et des formes.
Il se marie en août 1924 avec Fanita d'Onthcorn, et en secondes noces avec Maria de Hantoin, une veuve passionnée par le spiritisme et le catharisme.
Ingénieur, il assume la maîtrise d'œuvre du barrage de l'Oued-Beth dans la région de Meknès (Maroc), puis de directeur de l'entreprise des Grands travaux hydrauliques de Marseille.
Au début des années 1930, il fait partie du comité de rédaction de la revue d'avant-garde d'urbanisme Plans (1930-1932), puis de la revue Prélude (1932-1936), avec Hubert Lagardelle, Le Corbusier, Charles Trochu, le Docteur Pierre Winter. Il fournit aussi quelques articles à d'autres revues, de tendance sorélienne et proudhonnienne, à L'Homme réel et à Voici la France de ce mois.
Il est aux côtés de Le Corbusier à Vichy en 1941-1942, date à laquelle ils signent ensemble le livre La Maison des hommes. Après le départ de Le Corbusier début juillet 1942, François de Pierrefeu continue de défendre les intérêts de l'architecte auprès du régime de Vichy.
Au lendemain de la Seconde guerre mondiale, il élit domicile au Ritz, où il entretient des relations et une correspondance suivie avec les mathématiciens et les philosophes de son temps : René Guénon, Raymond Abellio, F. Vassilenko (du Collège de France).

## Publications
- Les Confessions de Tatihouët, 1939
- La Maison des hommes, avec Le Corbusier, Paris, éditions Plon, 1942
- Jean Nocher, Gueules noires, dix poèmes libres de Jean Nocher, dix-sept estampes de Roland Coudon, préface de François de Pierrefeu, Saint-Étienne, Les Impressions modernes, 1942.